# Dumbala Dumba
Albums de Taraf de Haïdouks
Musiques des Tziganes de Roumanie Band of Gypsies
Dumbala Dumba est le troisième album du groupe de musique tzigane Taraf de Haïdouks sorti le 16 juin 1998 sur le label Crammed Discs.

## Liste des titres de l'album
1. Introduction
2. Dumbala dumba avec Viorica Rudareasa
3. Sabarelu (cît e Argesul de mare)
4. Rustem
5. Foii de prun si foii de praz
6. Cuculetu
7. Terno chelipé
8. Catar o birto mai opre
9. Pe deasupra casei mele
10. Mesteru Manole
11. Cintece de jale
12. Pe drumul minastiresc
13. Padure verde, padure
14. Tambal solo
15. Tot taraful
16. Hora ca la ursari

## Accueil de la critique
Lors de la célébration en 2015 du vingt-cinquième anniversaire de la formation du groupe, plusieurs journaux internationaux sont revenus sur l'importance de la chanson titre  de l'album Dumbala dumba, interprétée avec la chanteuse tzigane Viorica Rudareasa, dans la renommée du groupe après la parution de l'album en 1998,.